# Newton 21
Newton 21 est un groupe de société de services spécialisée en marketing et communication fondée le 11 mars 1991   par Alain Mahaux. La société mère est située à Bruxelles (57, avenue Gustave Demey 1160 Bruxelles) et les 32 entités locales sont réparties dans 14 pays, dont 12 européens. De plus, le groupe vient d’annoncer une alliance avec le groupe HealthStar Communication (entreprise indépendante spécialisée en matière de communication SANTÉ installées aux États-Unis et au Royaume-Uni)[Quand ?].
Depuis 2005, le groupe Newton 21 est coté sur le marché libre d'Euronext sous le nom "Newton 21 Europe". 

## Les activités du groupe[5]
Les activités du groupe sont organisées sous deux marques : Newton 21 et Vivactis	. 
La première est spécialisée dans le développement d'outil de mesure d'impact des marques, mais aussi de la mise en place de campagnes publicitaires adaptées. Il participe aussi à la conception et l'aménagement des points de vente. Il propose des services en communication institutionnelle et en communication digital. 
La deuxième est spécialisée dans la prestation de service de la communication santé mais aussi en communication bien-être, des études de marché, des études cliniques, des programmes d'éducation en matière de santé à destination des citoyens ou organiser des événements, conseil en communication, lancement de produits, gestion des marques…

## Les dirigeants[5]
Chief Executive Officer : Alain Mahaux
Chairman of Board : Jacques Abergel

## Présence géographique
Le groupe Newton 21 est présent dans les pays :
- La Belgique
- La France [7]
- L'Espagne
- L'Italie
- L'Allemagne
- Les Pays-Bas
- L'Angleterre
- La Suisse
- La Hongrie
- La Slovénie
- La Turquie
- L'Autriche
- La Russie
- La République Tchèque